# قودجانك
قودجانك (بالفارسية: قودجانک) هي قرية تقع في قسم ورزق الريفي في إيران. يقدر عدد سكانها بـ 622 نسمة بحسب إحصاء 2016.